# Renouvellement et non-renouvellement du bail commercial
Le bail commercial étudié en cet article, concerne exclusivement celui qui a été conclu ou renouvelé depuis le 1er septembre 2014 répertorié sous Identifiant Européen de la Législation  (European Legislation Identifier, ELI). 
En droit des baux commerciaux, la question du renouvellement ou du non-renouvellement du bail en fin de période locative se règle par la notification de différents actes   : congé, demande de renouvellement, droit d'option, droit de repentir, rétractation. Il convient de préciser que si aucune des parties ne se manifeste à l'échéance du bail commercial, celui-ci est reconduit tacitement pour une durée indéterminée mais non pour une nouvelle durée ferme de neuf ans. La pièce fondamentale qui constitue cette matière demeure l'acte de congé qui est un acte unilatéral, et dont les caractéristiques substantielles et essentielles sont : 
- qu'il n'a pas besoin d'être accepté par celui qui le reçoit ;
- qu'une fois émis il est définitif ;
- qu'il peut être conditionnel et délivré comme un accord de principe de renouvellement sous condition suspensive de l'exécution de travaux[note 1] ;
- qu'il ne peut pas être rétracté sans l'accord explicite de son destinataire ;
- et qu'il met donc fin au bail de manière irrévocable, et ce même en présence d'un congé notifié à l'instigation du preneur lui-même.

Depuis le 1er janvier 2020, en matière civile, le recours à un avocat est obligatoire pour l'ensemble des questions relatives aux baux commerciaux (de même pour les contestations relatives à la fixation du prix du bail révisé ou renouvelé). 

## Promesse de renouvellement
Ainsi, la promesse de renouvellement fait obstacle à la prolongation tacite du bail, et ne génère à l'égard du bailleur qu’une obligation de faire, sanctionnable uniquement par des dommages et intérêts en cas d’inexécution ou rétractation.  
A titre d'exemples 
- le bailleur va s'engager à renouveler le bail pour une ou plusieurs périodes de 9 années[note 2] ;
- la promesse de renouvellement vaut renouvellement automatique du bail à son échéance[Jurisprudences 1] ;
- en s'engageant à renouveler le bail, le bailleur renonce au droit que lui accorde l'article L.145-14 du code de commerce de refuser le renouvellement du bail en payant une indemnité d'éviction au locataire[Jurisprudences 2].

Cette renonciation est valable et porte sur l'ensemble des congés à disposition du bailleur, mais elle ne le prive pas d'autres actions en résiliation ou en fixation de valeur locative.

## Renouvellement du bail commercial

### Congé avec offre de renouvellement et hausse de valeur locative délivré par le bailleur
Pour l'article doctrinal sur cette partie, voir Valeur locative des locaux commerciaux

### Demande de renouvellement à l'initiative du preneur
Le locataire peut adresser au bailleur une demande de renouvellement par acte extrajudiciaire ou par lettre recommandée avec demande d'avis de réception. Si le bailleur entend refuser le renouvellement, il devra le faire savoir au preneur par acte extrajudiciaire dans les trois mois de la signification de la demande.  

### Droit de repentir ou de résipiscence
Le droit de repentir repose sur plusieurs conditions dont la validité du congé préalable, et n'est soumis à aucune forme particulière. L'exercice, par le bailleur, de son droit de repentir ne constitue pas une simple offre de renouvellement du bail mais entraîne le renouvellement de celui-ci. Le repentir est, en d'autres termes, irrévocable.
A titre d'exemples 
- l'exercice régulier du droit de repentir est exclusif de l'allocation de dommages et intérêts. Bien évidemment, cette situation de résipiscence place le preneur en situation de précarité mais l'exercice du droit de repentir est conforme à l'alternative prévue par le statut[Jurisprudences 3] ;
- le bailleur peut exercer son droit de repentir, qui consiste à accepter le renouvellement du bail après l'avoir refusé dans un premier temps. L'usufruitier ne peut l'exercer puisque ce droit conduit au renouvellement qui est soumis à la règle prohibitive posée par l' article 595 al. 4 du Code civil[Jurisprudences 4] ;
- l'exercice, par le bailleur, de son droit de repentir ayant entraîné le renouvellement du bail dont elle demandait la résiliation, le pourvoi, ainsi devenu sans objet, est irrecevable[Jurisprudences 5] ;
- l'exercice de ce droit, sans réserve, implique l'acceptation irrévocable du renouvellement du bail, et fait obstacle à la poursuite d'une instance en résiliation engagée avant l'exercice de ce droit[Jurisprudences 6] ;
- le bailleur qui exerce son droit de repentir doit supporter tous les frais de l'instance en fixation de l'indemnité d'éviction[Jurisprudences 7]

C'est la fixation par la juridiction du montant de l'indemnité qui permettra au propriétaire de prendre véritablement position sur le choix à opérer entre le versement de l'indemnité ou le repentir ; il devra se prononcer à l'expiration d'un délai ultime de 15 jours en application de l'article L145-58 al.1 du code de commerce.
Enfin, le droit de repentir ne porte atteinte ni au droit de propriété, ni à l'accès au juge de cassation, en conséquence la question portant sur sa constitutionnalité n'a pas à être transmise au Conseil constitutionnel : « Et attendu, d'autre part, que la question posée ne présente pas un caractère sérieux en ce que le droit de repentir, qui permet au bailleur, condamné au paiement d'une indemnité d'éviction, d'offrir le renouvellement du bail après l'avoir refusé, ne le prive pas de son droit de propriété dès lors qu'il conserve le droit de percevoir un loyer ou de vendre son bien, que le fait d'enfermer l'exercice de ce droit dans un certain délai et de lui conférer un caractère irrévocable répond à un objectif d'intérêt général de sécurité juridique et de pérennité du fonds de commerce et que le bailleur a bénéficié d'un recours juridictionnel effectif devant un juge compétent ; ».

## Non-renouvellement du bail commercial

### À l'initiative du preneur

#### Congé triennal
Le preneur peut donner congé, de façon discrétionnaire et sans en préciser les motifs, à l'expiration de chaque période triennale, dans les formes et délai de l'article L.145-9, qu'il s'agisse du bail principal ou de sous-location consentie par le locataire principal. Toutefois, le bail peut contenir une clause qui interdit cette faculté de résiliation unilatérale mais cette dérogation ne peut concerner que certains baux : le bail de plus de 9 ans, les locaux monovalents, les locaux à usage exclusif de bureaux et les entrepôts. Ledit congé peut donc être délivré, sans distinction, soit par ministère d'huissier, soit  par une simple lettre recommandée avec accusé de réception,. 
En application de l'article L145-9, il faut toutefois respecter un préavis de six mois avant échéance de la période triennale ou nonnénale.
A titre d'exemples   
- le congé, qui doit être donné six mois avant l'échéance triennale et prendre effet le 30 septembre d'une année, dernier jour de ce mois, doit être signifié par le preneur au bailleur avant le dernier jour du mois de mars précédent, soit au plus tard le 31 mars de la même année ; le congé signifié le 2 avril  ne peut donc produire effet au 30 septembre[Jurisprudences 9] .
- l'article L. 145-4, dans sa rédaction issue de la loi du 6 août 2015, confère au preneur la faculté de donner congé à l'expiration d'une période triennale, au moins six mois à l'avance, par lettre recommandée avec demande d'avis de réception ou par acte extrajudiciaire[Jurisprudences 10].

#### Congé nonnénal
De même le preneur peut, sauf exceptions légales, donner congé, de façon discrétionnaire et sans en préciser les motifs, à l'expiration de cette période initiale.

#### Congé après tacite prorogation
Dans le cas de tacite prorogation, le bail commercial étant devenu un contrat à durée indéterminée, il faut toujours respecter un préavis de six mois, pour un congé délivré à la fin du trimestre civil en cours.  

#### Droit d'option
Le preneur bénéficie d'un droit d'option à l'égal du bailleur qui est fondé sur le désaccord des parties quant au montant du loyer du bail renouvelé.

### A l'initiative du bailleur

#### Congé en refus de renouvellement avec versement d'une indemnité d'éviction
Le bailleur tient de la loi la faculté unilatérale de refuser le renouvellement d'un bail venu à expiration en offrant en contrepartie de payer une indemnité d'éviction ; en sorte que le bailleur n'est pas tenu de motiver ce type de congé, sauf preuve d'un grief. Le défaut de mention du délai légal dans lequel le congé peut être contesté ne constitue un vice de forme n'affectant la validité de l'acte, que s'il fait grief à celui qui l'invoque.

#### Congé en refus de renouvellement sans indemnité d'éviction
Le bailleur peut refuser au locataire le renouvellement du bail sans lui verser d'indemnité d'éviction, s'il justifie d'un motif grave et légitime à l'encontre de son locataire, ou s'il est établi que l'immeuble loué est insalubre ou dangereux. 

##### Congé pour défaut d'exploitation ou d'immatriculation
Le preneur à bail ne peut bénéficier du droit au renouvellement du bail que confère le statut des baux commerciaux que s'il remplit les conditions exigées au premier alinéa de l'article L. 145-1-I du code de commerce tenant à son immatriculation et à l'exploitation d'un fonds.
A titre d'exemples 
- La société C.... n'étant pas, au moment de la délivrance du congé, immatriculée pour l'établissement secondaire exploité dans les lieux, la cour d'appel en a exactement déduit que celle-ci n'avait pas droit à une indemnité d'éviction[Jurisprudences 13] ;

##### Congé pour motif grave et légitime
Aucune définition légale n'étant donnée pour le motif grave et légitime, il en résulte que le bailleur est donc libre d'invoquer tout motif de nature contractuelle ou extra contractuelle, à condition toutefois de se rattacher par un lien suffisant à l'exécution du bail commercial.

##### Motifs
Quant aux motifs, ils sont soumis au principe d'immutabilité dont il résulte que le bailleur ne peut pas modifier les motifs graves et légitimes dont il a fait état dans l'acte de refus de renouvellement. 

##### Mise en demeure
La mise en demeure, qui doit être effectuée par acte extrajudiciaire, a pour objet de permettre au locataire de mettre fin au manquement qui lui est reproché dans un délai d'un mois. Elle doit faire état, de façon claire et précise, des manquements reprochés au locataire et viser de façon expresse, l'article L.145-17, I-1° du Code de commerce.
Dans l'hypothèse où l'infraction a été réparée dans le délai, l'action en refus de renouvellement devient sans effet. La mise en demeure et le refus de renouvellement peuvent également figurer dans un acte unique ; la mise peut même être postérieure au congé en refus de renouvellement à condition de permettre au preneur de bénéficier d'un délai de 1 mois, et d'être adressée au plus tard un mois avant la date prévue du jugement.

##### Infractions instantanées ou irréversibles
Il existe des situations où l'infraction est irréversible,  non susceptible d'être réparée, et dans ce cas la mise en demeure devient un préalable inutile. De même, l'infraction instantanée prend fin à l'instant même qui a suivi sa commission et ne peut donc ni se poursuivre ni se renouveler. Le bailleur n'est pas toujours tenu de mettre en demeure le locataire.
A titre d'exemples
- dès lors que la fraude est consommée à la signature de l'acte de vente et définitivement établie, qu'elle n'est pas assimilable à une obligation de faire ou de ne pas faire, susceptible de cesser ou d'être observée, sous le coup d'une mise en demeure, et qu'elle résulte d'un fait irréversible[Jurisprudences 16] ;

- De même lorsque le bailleur n'a pas été appelé à l'acte de cession du bail en contravention à une clause du bail[Jurisprudences 17].

#### Congé pour reprise d'un terrain loué nu
Le texte de référence est l'article L145-24 du code de commerce qui autorise le bailleur à reprendre, sans versement d'indemnité d'éviction, ledit terrain ou une partie, à condition d'avoir obtenu un permis de construire pour un local d'habitation.
Cependant, ce droit de reprise ne peut être exercé que sur la partie du terrain indispensable à la construction ; étant précisé que si cette reprise  a pour conséquence d'entraîner la cessation totale de l'exploitation commerciale, industrielle ou artisanale, le versement d'une indemnité totale redevient de droit pour le preneur, sauf si le propriétaire propose un local de remplacement conformément à l'article L145-18 du code de commerce.

#### Congé en reprise pour habiter
En fin de bail, le bailleur peut refuser le renouvellement du bail pour les locaux d'habitation accessoires aux locaux commerciaux pour les habiter lui-même ou pour les faire habiter par son conjoint, ses ascendants, ses descendants ou ceux de son conjoint, à condition que le bénéficiaire de la reprise ne dispose pas d'une habitation correspondant à ses besoins normaux et à ceux des membres de sa famille vivant habituellement ou domiciliés avec lui.

#### Congé en reprise des locaux inutilisés
Lorsque des locaux d'habitation ont été donnés en location accessoirement à des locaux commerciaux, leur propriétaire peut les reprendre en vue de les remettre sur le marché locatif.

#### Congé en reprise pour travaux nécessitant l'évacuation des locaux
Le Code de commerce offre au bailleur la possibilité, soit à l'expiration d'une période triennale, soit en fin de bail, de reprendre les locaux dans différentes situations :
- lorsqu'il a l'intention de construire ou reconstruire l'immeuble existant[11] ;
- lorsqu'il entend surélever l'immeuble[12] ;
- lorsqu'il a obtenu un permis de construire un local d'habitation sur tout ou partie d'un terrain loué nu[13] ;
- pour effectuer des travaux nécessitant l'évacuation des immeubles situés dans des secteurs sauvegardés ou des opérations de restauration immobilière[14].

### Droit d'option
Le bailleur bénéficie d'un droit d'option à l'égal du preneur. Ce droit traduit une renonciation au renouvellement d'un bail qu'il a préalablement accepté, faute d'accord sur le montant du loyer. 
L’exercice du droit d’option par le bailleur génère l’obligation pour lui, de payer au preneur, une indemnité d’éviction, sans possibilité de repentir. La fixation du loyer par le juge des loyers fera courir un délai de 1 mois qui sera le dernier délai de réflexion.
A titre d'exemples 
- cette signification de la décision de première instance fait courir tant le délai d’option que le délai d’appel, puisqu’en effet le code de commerce ne prévoit pas de double signification de la décision fixant le montant du loyer du bail renouvelé pour l’exercice du droit d’option. L’exercice par un locataire de son droit d’option, plus d’un mois après la signification du jugement fixant le prix du bail sans que celui-ci soit frappé d’appel, est tardif[Jurisprudences 18] ;
- l’absence de réponse du bailleur dans le délai de trois mois à la demande de renouvellement du preneur entraine de facto qu’il a accepté le principe de renouvellement du bail et qu’ainsi le refus de renouvellement postérieurement notifié par acte extrajudiciaire, n’étant assorti d’aucune réserve ni condition, constitue l’exercice du droit d’option dont le bailleur dispose en l’absence d’accord sur le prix du bail renouvelé, laquelle décision est irrévocable[Jurisprudences 19],[note 8]

### Rétractation de l'offre d'indemnité d'éviction
La rétractation ne porte pas sur le congé, qui est par sa nature d'acte unilatéral non rétractable, mais sur l'offre d'indemnité d'éviction.
Le bailleur peut toujours invoquer, postérieurement au congé, une cause d'inapplicabilité du statut sans qu'il importe qu'il l'ait connue au moment du congé.
De plus, il existe une différence entre le refus de renouvellement pour motif grave et légitime qui ne peut justifier la rétractation de l'offre de renouvellement du bail pour un grief déjà connu du bailleur, et la rétractation  de payer une indemnité d'éviction pour dénégation du statut lorsque le bailleur établit que les conditions d'application du statut ne sont pas réunies ; cette rétractation peut donc intervenir même si le bailleur a offert le renouvellement du bail, et même s'il avait eu, lors de cette offre, connaissance de la situation.
A titre d'exemples 
- le fait pour un locataire de produire sciemment, au cours de l'expertise destinée à évaluer l'indemnité d'éviction, deux documents qu'il savait entachés d'une très grave inexactitude, dans le but de bénéficier d'une augmentation indue du montant de cette indemnité[Jurisprudences 21] ;
- le locataire ait cessé d'exploiter le fonds[Jurisprudences 22] ;
- le locataire n'est plus inscrit au registre du commerce même s'il s'agit d'un établissement secondaire[Jurisprudences 23] ;
- hypothèse où aucun fonds de commerce n'est exploité au cours du délai de trois ans précédant le congé[Jurisprudences 24] ;
- l’activité réelle et effective exercée dans les lieux par le locataire principal étant de nature civile dès lors qu’elle sous-loue tous les locaux de la galerie et qu’elle n’a jamais exploité une autre activité dans les trois années précédant la date du congé, le bailleur est fondé [note 11] de lui dénier tout droit au renouvellement et tout paiement d’une indemnité d’éviction ;
- la dénégation du droit au statut des baux commerciaux en raison du défaut d'immatriculation n'a pas à être précédée d'une mise en demeure ; certes, le preneur était immatriculé au registre du commerce et des sociétés mais au titre d'une activité qui n'était pas celle réellement exercée dans les lieux loués[Jurisprudences 25].